# Шаталов, Трофим Логгинович
Шаталов, Трофим Логгинович (19.09.1869, Курская губерния — 7.05.1926, Тула) — педагог, активный популяризатор истории тульского края, географ, картограф, член совета Тульской губернской ученой архивной комиссии, он четверть века посвятил исследованию и сохранению истории тульского края.

## Биография
Родился 19 сентября 1869 года в семье государственных крестьян: Логгина Алексеевича Шаталова и законной жены его Мавры Максимовны.
Таинство крещения совершено 20 сентября 1869 года в Богородицкой Щигровского уезда, села Вязового.
Семья Шаталовых принадлежала к государственным крестьянам д. Малого Щигорчика, Никитской волости, Щигровского уезда, Курской губернии.
Шаталов прошел все ступени отечественной школы. Свое образование начал в Курской гимназии, 8 классов которой окончил в 1890 году.
В 1895 году окончил курс учения в Юрьевском университете (Физико-математический факультет) с присуждением ему степени кандидата математики.

## Профессиональная деятельность
15 Октября 1894 года назначен Помощником классных наставников при параллельных классах Юрьевской Гимназии.
20 октября 1896 года назначен учителем математики в Юрьевское Реальное Училище.
20 сентября 1901 года переведен на службу в Тульское Коммерческое Училище штатным преподавателем математики.
2 сентября 1907 года Собранием Предводителей и Депутатов Дворянства Тульской губернии избран на должность воспитателя Тульского Дворянского Пансиона-Приюта.

## Общественная и научная деятельность
Круг интересов Т. Л. Шаталова не ограничивался одной лишь педагогической деятельностью. Это был человек высокой культуры и разносторонних знаний.
Он был одним из немногих знатоков тульской старины, занимался изучением тульского кремля, был организатором, а затем председателем фотографического общества, членом правления Тульского общества любителей естествознания, членом Комиссии по устройству народных чтений.
Значительный вклад Т. Л. Шаталов внес в работу Тульской губернской ученой архивной комиссии, деятельность которой оказала серьезное влияние на тульское краеведение начала XX века.
Всегда отзывчивый на всякий проявляемый со стороны молодежи и рабочих научный интерес, он не жалел ни своих сил, ни времени для всякого рода экскурсий и занятий. Этот живой отклик на запросы молодежи создал Т. Л. Шаталову известность неутомимого и интересного руководителя экскурсиями.

## Награды и чины
5 Августа 1898 — Получил Серебряную медаль в память царствования Императора Александра III.
Высочайшим приказом по гражданскому ведомству от 1 Января 1901 года, за № 1, награжден орденом Св. Станислава 3-й степени.
Высочайшим приказом по гражданскому ведомству от 14 Сентября 1903 года за № 69 утвержден в чин Коллежского Асессора, со старшинством с 20 Сентября 1896 года.
Высочайшим приказом по гражданскому ведомству от 24 Мая 1904 за № 39 произведен в чин Надворного Советника, со старшинством с 20 Сентября 1900 года.
Высочайшим приказом по гражданскому ведомству от 27 Мая 1906 года за № 40 произведен в чин Коллежского Советника с старшинством с 20 Октября 1904 года.

## Семья
02 Июля 1895 года женился на дочери цехового мастера Вере Александровне Целлинской, рожденной 23 Августа 1875 года.

Дети:
Борис (род. 19 Апреля 1896 г.)
Виктор (род. 5 Февраля 1900 г.)
Георгий (род. 18 Апреля 1901 г.)
Константин (род. 24 Декабря 1903 г.)
Евгений (род. 3 Февраля 1908 г.)

## Смерть
Скончался Т. Л. Шаталов 7 мая 1926 года, на 57-м году жизни, от кровоизлияния в мозг.